# Sebastiano Dolci
 (février 2022).
Sebastiano Dolci est un homme de lettres et érudit italien.

## Biographie
Né en 1699 à Raguse, Sebastiano Dolci entra dans l'ordre des frères mineurs de l'Observance à l’âge de quatorze ans, s’appliqua à l’étude de la théologie et de l’histoire. La république de Raguse le nomma son théologien, et il fut chargé par le patriarche de préparer les matières qui devaient être soumises aux assemblées synodales et de revoir leurs décisions. Prédicateur, il occupa quarante ans les principales chaires de l’Italie. Sebastiano Dolci mourut à Raguse le 19 novembre 1777.

## Œuvres
Outre des panégyriques, des hymnes, et une élégie à la louange de St. Thomas d'Aquin, on a de lui :
- Maximus Hieronymus vitæ suæ scriptor sive de moribus, doctrina, et rebus gestis D. Hieronymi, Ancône, 1750, in-4°. Cette vie de St. Jérôme est un centon composé de passages tirés des écrits mêmes du saint docteur.
- De illyricæ linguæ vetustate et amplitudine dissertatio historico-chronologico-critica, Venise, 1754 Girolamo Francesco Zanetti ayant rendu de cet ouvrage un compte peu favorable dans les Memorie del Valvasense, le P. Dolci fit imprimer cet article et y joignit des notes dans lesquelles il réfute solidement son adversaire.
- Ragusiniarchi episcopatus Antiquitas, eorumque antistitum Chronologia, Ancône 1761 ;
- Fasti litterario-ragusini usque ad annum 1766, Venise, 1767.

## Sources et références
- « Sebastiano Dolci », dans Louis-Gabriel Michaud, Biographie universelle ancienne et moderne : histoire par ordre alphabétique de la vie publique et privée de tous les hommes avec la collaboration de plus de 300 savants et littérateurs français ou étrangers, 2e édition, 1843-1865 [détail de l’édition]